# Teora
Teora é uma comuna italiana da região da Campania, província de Avellino, com cerca de 1.571 habitantes. Estende-se por uma área de 23 km², tendo uma densidade populacional de 68 hab/km². Faz fronteira com Caposele, Conza della Campania, Lioni, Morra De Sanctis.

## Demografia
| Variação demográfica do município entre 1861 e 2011                               |
|                                                                                   |
| Fonte: Istituto Nazionale di Statistica (ISTAT) - Elaboração gráfica da Wikipedia |